# Замок Клунакаунін
Замок Клунакаунін (англ. Cloonacauneen Castle) — один із замків Ірландії. Розташований в графстві Ґолвей. Це один із найвідоміших баштових замків графства Ґолвей. Висотою більше 50 футів. Височіє серед торф'яних рівнин Курраглайн (ірл. Curraghline). Збудований з вапняку. Досить добре зберігся, порівняно з іншими замками такого ж типу. Має гвинтові сходи, зали для обіду та опочивальні. Ці кімнати для господарів та гостей займають третину замку. Решта приміщень — для слуг, гарнізону та оборони. Нині стіни замку густо повиті диким плющем та виноградом, що створює романтичну атмосферу. Замок популярний серед любителів ірландської старовини.

## Історія замку Клунакаунін
Замок Клунакаунін вперше згадується в історичних документах в 1574 році, коли там жив феодал Річард Бег Берк (ірл. — Richard Beag Burke) з могутнього феодального роду норманського походження, що в старовину носили прізвище Де Бурго. Але замок був побудований раніше, очевидно, в XV столітті, коли точилися запеклі війни між ірландськими кланами та англо-норманськими феодалами. Пізніше замок і землі навколо нього ввійшли до складу володінь землевласників Блейків. Мартін Блейк був останнім володарем замку з роду Блейків. У 1835 році він продав цей замок на ярмарку в Баллінаслоу. У 1914 році замок перейшов у володіння Джеймса Маллі. На той час замок перетворився в суцільні руїни. Але замок не був остаточно зруйнований. У 1963 році родина Леніхан з Ейр-Свкеар придбали цей замок і почали реставрацію. Замок був відновлений в своєму первісному вигляді. Була відновлена садиба, лорд Леніхан оселився в замку. Потім замок змінив кілька власників замком володіли родини Генлі, Монаган, Геффернан. Вони перетворили замок на центр відпочинку та різних урочистих церемоній, зокрема, здавали в оренду замок для проведення весіль. У замку є розкішний ресторан та готель, бар, є своя легенда про привидів, які, начебто, живуть у замку. Замок може приймати одночасно 150 гостей. Замок умебльований під старовину.